# グスタフ・エリクソン・ヴァーサ

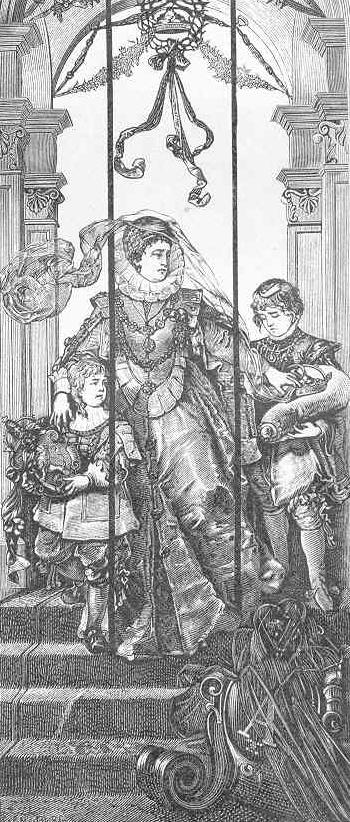
母カリン、姉シグリッドと共に王宮を追われるグスタフ王子

グスタフ・エリクソン・ヴァーサ（Gustav Eriksson Vasa, 1568年1月28日 - 1607年2月）は、スウェーデン王エリク14世と、その愛人でのちに王妃となったカリン・モンスドッテルの間の息子。

## 生涯
グスタフは1575年に叔父ヨハン3世にスウェーデンからの出国を命じられた。廃位されたエリク14世の支持者がその息子であるグスタフを王位につけようと策動するのを封じる必要からだった。グスタフはポーランドに移り、困窮と絶望の中で成長することになった。また、ポーランドでカトリックに改宗した。
ロシアのツァーリ・イヴァン4世はバルト海を目指そうとする自らの野心のためにグスタフを利用しようとしたが、この試みは失敗に終わった。
1599年8月、グスタフはツァーリ・ボリス・ゴドゥノフの娘であるクセニヤとの婚約が決まり、モスクワに居を移した。ところが、グスタフの自堕落な生活ぶりがモスクワの人々や皇妃マリヤをひどく怒らせた。ボリスは愛娘とグスタフとの縁組を取りやめたが、婚約を破談にした代償として、ボリスは帰る場所のないグスタフにウグリチの分領を与えた。
ところがゴドゥノフ家が失脚して偽ドミトリー1世がツァーリになると、ポーランド王ジグムント3世（ヨハン3世の息子なので従弟）との同盟に基づいて偽ドミトリーの政府はグスタフ王子を逮捕し、ヤロスラヴリの監獄に送った。偽ドミトリーを殺してツァーリとなったヴァシーリー4世は、グスタフを監獄から解放し、彼をカシンに住まわせた。グスタフは1607年にその地で没し、2月22日に埋葬された。